# Francisco Laranjo
Francisco Laranjo ComIP (Lamego, 1955 – Porto, 16 de novembro de 2022) foi um artista plástico português.
Concluiu o Curso Superior de Artes Plásticas da Escola Superior de Belas-Artes do Porto em 1978. Foi bolseiro da Fundação Calouste Gulbenkian em pós-graduação, [1981-83] e da Junta Nacional de Investigação Científica em Portugal, Holanda e Egipto. Bolseiro do Instituto Goethe de Dresden, Alemanha, 2000. Professor Catedrático da Faculdade de Belas-Artes da Universidade do Porto, foi conferencista ou professor convidado em diversas universidades ou academias, como Bilbao, Ottawa, Sheffield, Alexandria, Sófia, Paris.

## Exposições
Expõe individual e colectivamente desde 1979 em Portugal, Holanda, Bélgica, Alemanha, Canadá, Índia, China, entre outros países.
Individualmente, destacam-se exposições no Porto, [Iter Duriense, Galeria Nasoni, 1993], no Reino Unido, [Simultaneities, Lanchester Gallery, Coventry e The Gallery in Cork Street, Londres, 1997], Aylmer, Québec e Toronto, Canadá [Intimate Land, Chateau Cartier e Instituto Camões, 1998], Rio de Janeiro, Brasil [Espelho, Museu da República, 2002], Riga, Letónia [Recent Work, Latvian Academy of Art e Galeria Bastejs, 2002], Ponta Delgada [Under different skies, Galeria Fonseca Macedo, 2003], Recife, Brasil [Espelho e outros lugares, Galeria Dumaresq, 2004], Porto, Portugal, [Sineva, Galeria Sala Maior, 2007], Lisboa, Portugal, [Da Matéria, Galeria S. Mamede, 2007] entre muitas outras.
Colectivamente destacam-se exposições recentes em Colônia, Alemanha (Art Cologne, 2001), França (L’Art et la Literature au Portugal, Centro Cultural de Pignas, 2002), Pescia, Itália (On hold, Museu de Pescia, 2003) e Copenhaga, Dinamarca ([Portugisisk Kunst, Arthouse e Moments of Portguese Art, Galeria Fonseca, 2004).

## Prémios
Premiado no Concurso Continuidade da Anatomia e Geografia na Arte, promovido pela Fundação Calouste Gulbenkian, Lisboa, 1986. É-lhe atribuído o 1º prémio de Pintura, pelo Governo Espanhol pela participação na Exposição de Artes Plásticas inserida no 1º Congresso Internacional sobre o Rio Douro, Casa-Museu Teixeira Lopes, Vila Nova de Gaia, 1986.
Prémio Revelação na 1ª Exposição Nacional de Arte Moderna ARUS, Museu Nacional de Soares dos Reis, Porto e Sociedade Nacional de Belas Artes, Lisboa, 1982/83. Prémio Engº. António de Almeida, atribuído pela Fundação do mesmo nome, Porto, 1978. Foi agraciado com as Medalhas de Mérito Municipal (Grau Ouro) pelas cidades do Porto (2009) e Lamego (2013). Em 2015, foi agraciado com a Ordem da Instrução Pública (Comendador), pelo Presidente da República.

## Museus, Instituições e colecções onde está representado
Está representado em museus e colecções públicas tais como o Centro de Arte Moderna JAP, Fundação Calouste Gulbenkian, Lisboa, Institute of Contemporary Arts, Kunsan National University, Republic of Korea, Colecção do Ministério da Cultura, Colecção do Ministério das Finanças, Museu Amadeo de Souza-Cardoso, Amarante, Museu de Arte Contemporânea da Fundação de Serralves, Porto, Museu Municipal de Tomar, Núcleo de Arte Contemporanea, Doação José-Augusto França e Centro Cultural de Macau, República Popular da China
Encontra-se colaboração da sua autoria na revista Arte Opinião  (1978-1982).